# دومينيكو سيترو
دومينيكو سيترو (بالإيطالية: Domenico Citro) هو لاعب كرة قدم إيطالي في مركزي ظهير ‏ والدفاع، ولد في 17 سبتمبر 1984 في أفيلينو في إيطاليا. لعب مع نادي بارما.